# 卡塞莱泰
卡塞莱泰（意大利语：Caselette），是意大利北部皮埃蒙特大区都灵省的一个市镇。总面积14.2平方公里，总人口2874，人口密度202.4人/平方公里（2010年12月31日）。